# Frauenkirche (Kopenhagen)

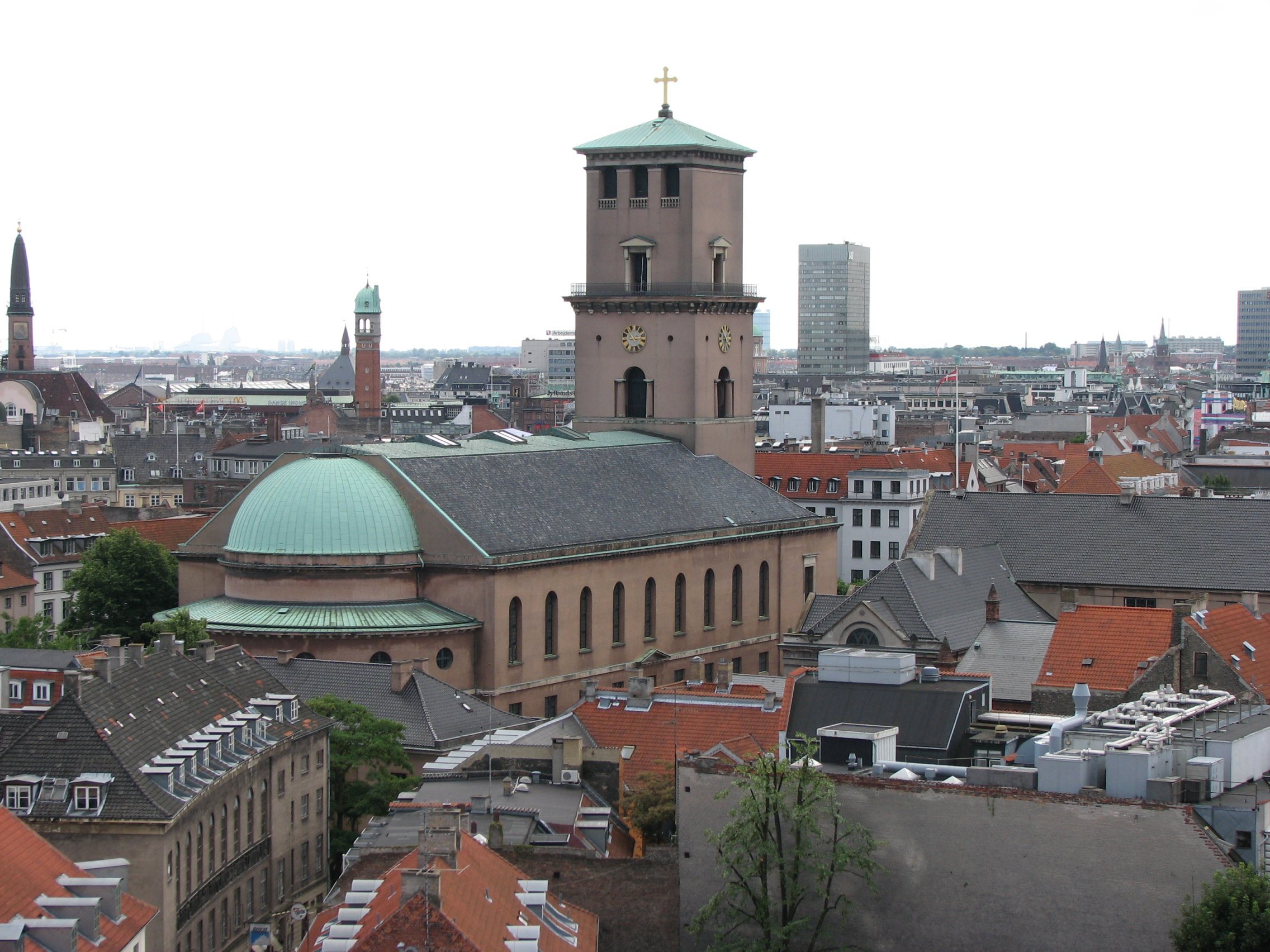
Blick auf die Frauenkirche vom Rundetårn aus.

Die Frauenkirche (dänisch Vor Frue Kirke oder Frue Kirke [ˈfʀuːə ˈkiʀgə]) von Kopenhagen, auch Dom zu Kopenhagen (dänisch Københavns Domkirke), ist die Hauptkirche des Bistums Kopenhagen der Dänischen Volkskirche. Sie wurde vom Architekten Christian Frederik Hansen im klassizistischen Stil entworfen und 1829 fertiggestellt.

## Geschichte

### Mittelalter: Religiöses Zentrum und Krönungskirche

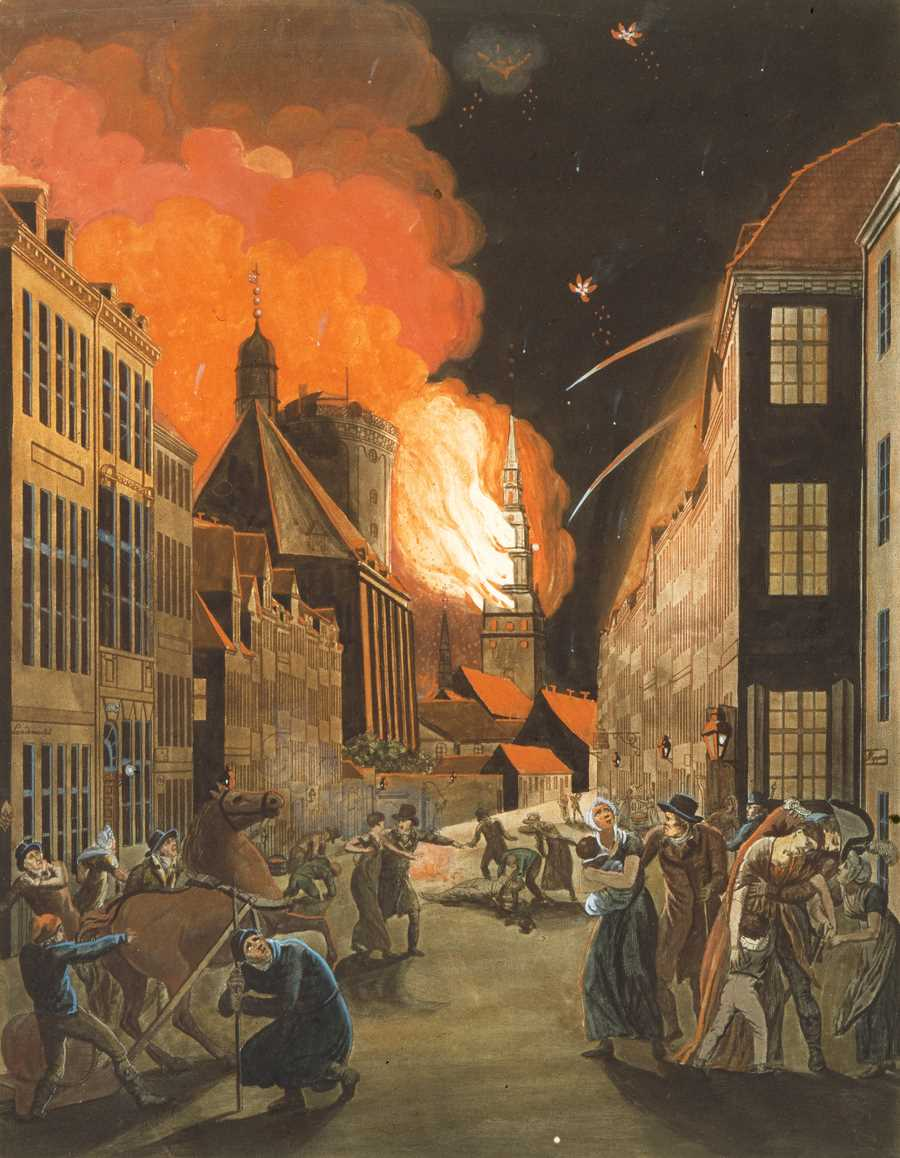
Der Turm der Frauenkirche brennt infolge der englischen Bombardierung 1807.

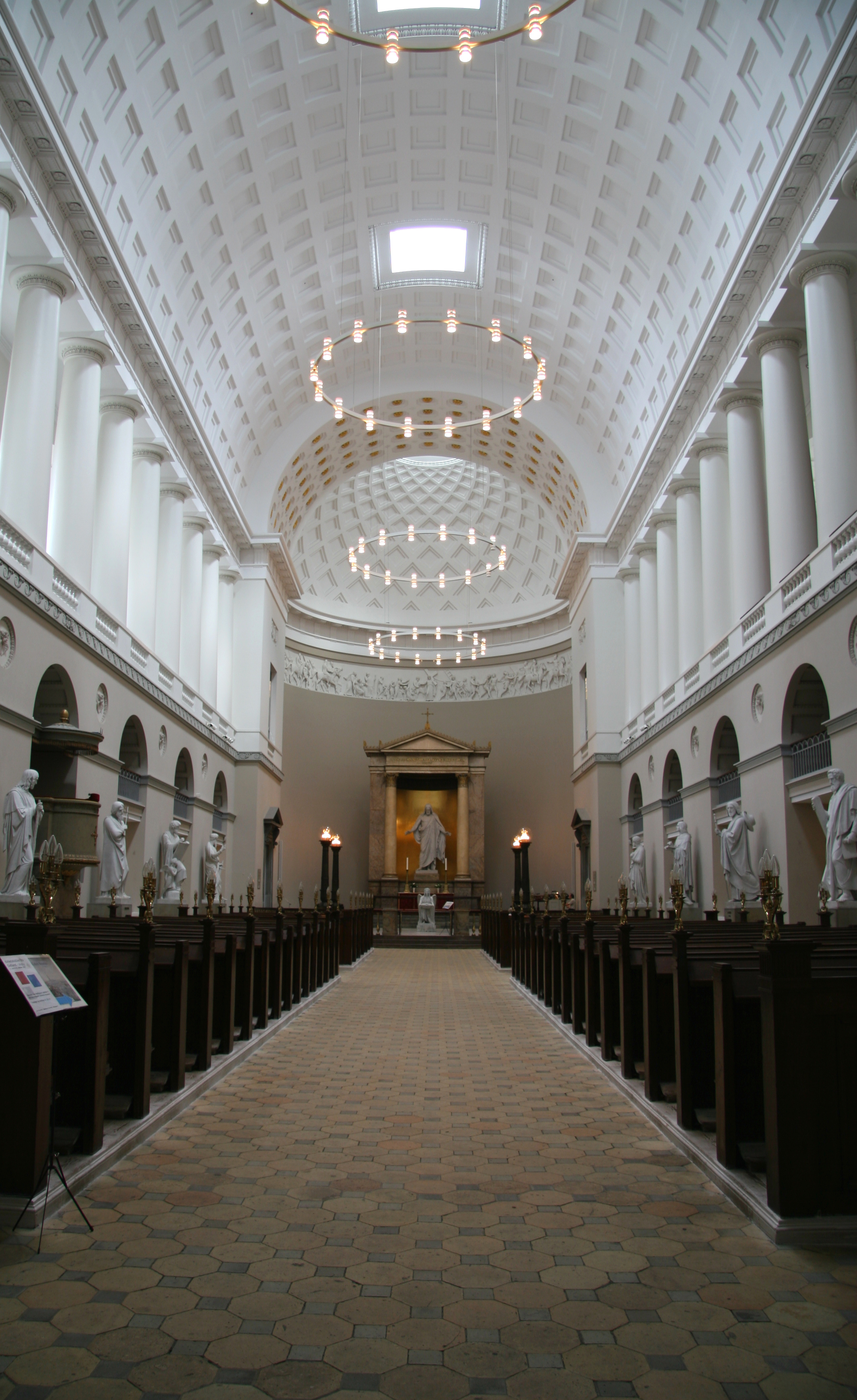
Inneres

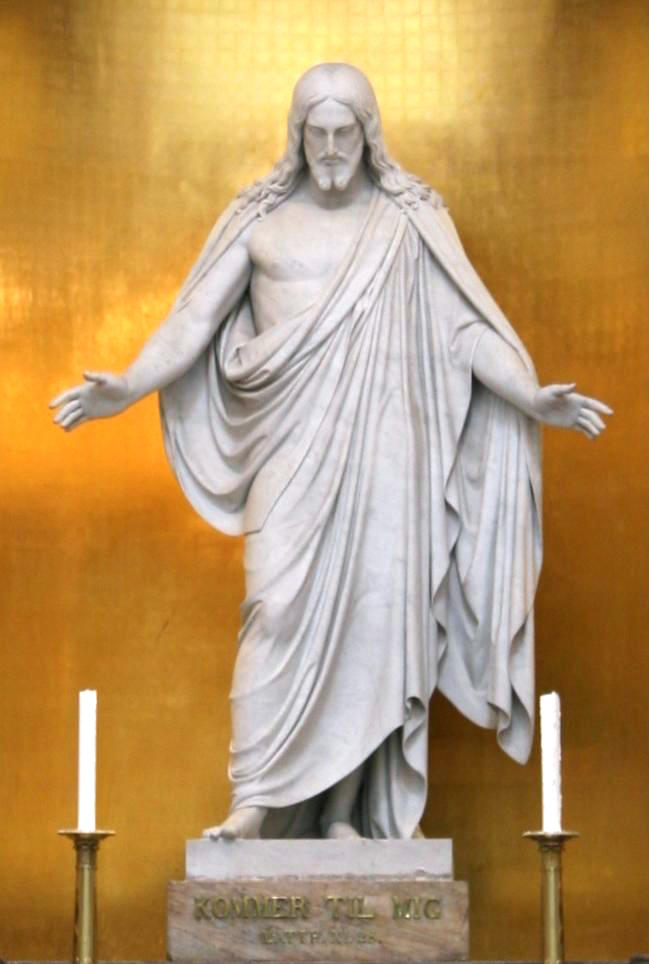
Thorvaldsens Christus

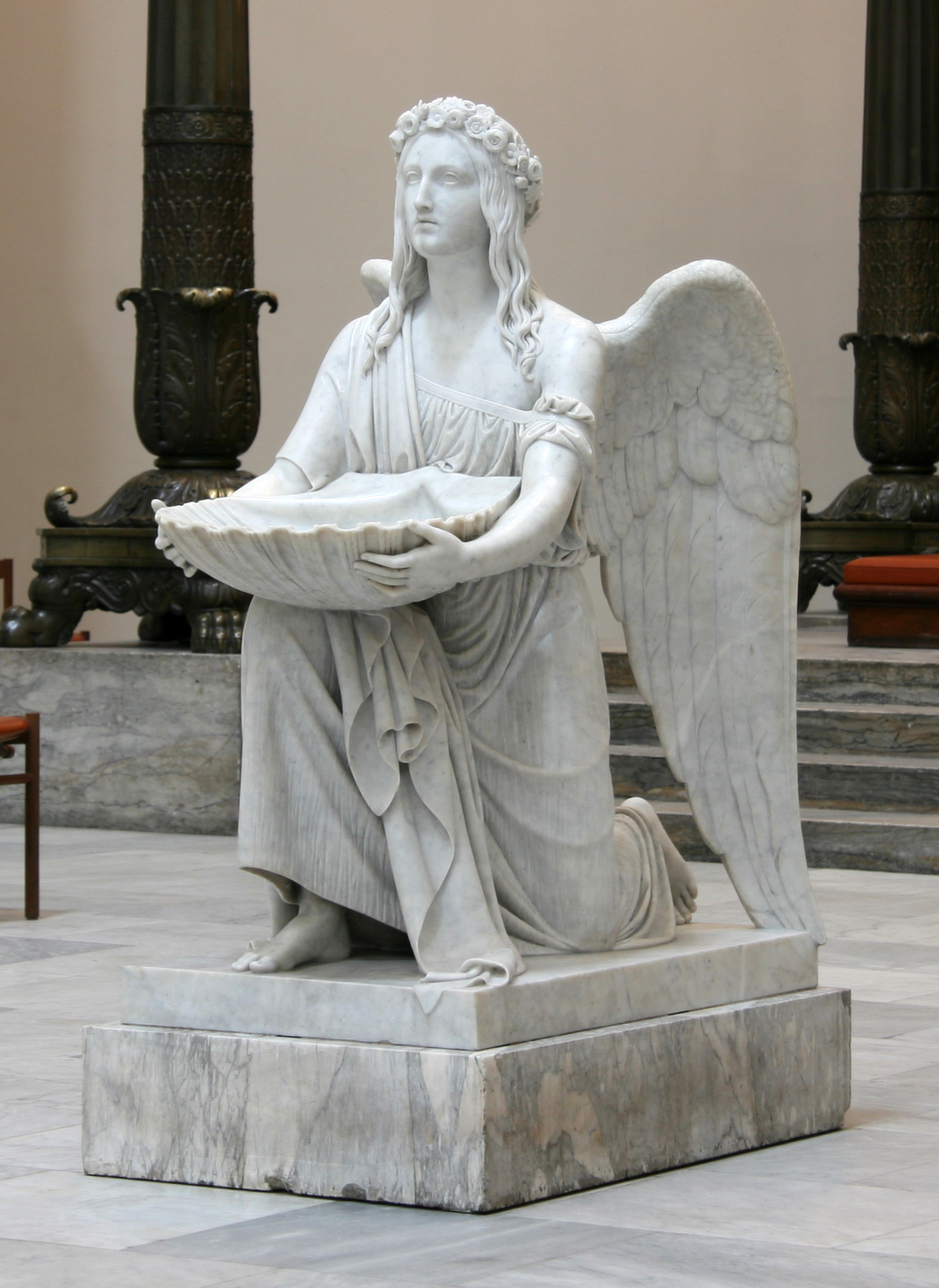
Thorvaldsens Taufengel

Am Standort des Bauwerks, dem Frue Plads zwischen Nørregade und Fiolstræde, waren seit dem Mittelalter sakrale Vorgängerbauten errichtet worden. Jedoch fielen alle Bränden zum Opfer.
Schon für die Zeit Bischof Absalons ist eine kleine Kirche am Ort nachweisbar, dem damals höchstgelegenen Punkt des Stadtgebiets. Mit der gestiegenen Bedeutung Kopenhagens wurde jedoch ein größeres Gebäude notwendig. In den 1180ern begannen die Bauarbeiten, die 1209 mit der Weihung durch Absalons Nachfolger Peder Sunesen abgeschlossen war. Die neue Kirche wurde der Heiligen Maria geweiht. Das vermutliche Datum der Feierlichkeit, Mariä Verkündigung, wird bis heute als Jahrestag der Kirche begangen.
Zum Bistum Roskilde gehörend, genoss die neue Kirche einen Status, der hinter der Bedeutung des Doms in Roskilde kaum zurückstand. Entsprechend war eine große Anzahl geistlichen Personals an der Kopenhagener Kirche anwesend. Das angeschlossene Seminar beherbergte zunächst die 1479 gegründete Universität, bevor diese eigene Räumlichkeiten erhielt. Der erste Universitätskanzler war zugleich Dekan des Doms.
Bereits früh wurde die Kirche durch ein Feuer derart beschädigt, dass sie von Grund auf neu errichtet werden musste: Nach dem Brand von 1314 entstand ein Neubau aus einem dauerhafteren Material, Backstein.
1363 konnte hier die Heirat Margarethe I. mit dem Norwegerkönig Haakon VI. gefeiert werden. In den folgenden Jahrhunderten diente die Frauenkirche als Krönungskirche der dänischen Monarchen (1449, 1536, 1559, 1596, 1648).

### Reformationszeit: Bollwerk des Katholizismus und Zentrum des Protestantismus
Zu Weihnachten 1530 stürmten empörte Bürger unter dem Bürgermeister Ambrosius Bogbinder die Kirche, die als Bastion des Katholizismus inmitten des sich ausbreitenden Protestantismus angesehen wurde. Es kam zu Sachbeschädigungen. 1536 wurde die Frauenkirche in zwei Festakten zu einem lutherischen Gotteshaus. Die Zeremonie leitete Johannes Bugenhagen, ein Weggefährte Martin Luthers. Bugenhagen sollte drei Jahre später zwei neue Bischöfe in der Kirche weihen.
1568 wurde nach Streitigkeiten um die Liturgie festgelegt, dass die Feiern im Dom maßgebend für alle Gottesdienste in der jungen protestantischen Kirche Dänemarks sein sollten.

### Verheerungen in den Napoleonischen Kriegen
Im Stadtbrand von 1728 wurde die Frauenkirche wie fünf weitere Kirchen und viele andere Bauten zerstört. Zwar wurde die Frauenkirche in kaum zehn Jahren wiederhergestellt, aber dem Nachfolgebau sollte keine Dauerhaftigkeit beschieden sein: Während eines Angriffs der britischen Flotte 1807 erlitt der Turm einen Treffer durch eine Congreve’sche Rakete. Er stürzte auf das Kirchenschiff, das daraufhin ausbrannte.

### Moderne Ära: Neuerrichtung im klassizistischen Stil
So wurde Christian Frederik Hansen, der auch für den Neubau des Magistratsgebäudes ganz in der Nähe verantwortlich war, mit einem Neubau beauftragt. Die Frauenkirche war die erste Kirche, die nach den Zerstörungen des Krieges wiederhergestellt wurde.
Bei der Planung bezog C. F. Hansen Überreste des Vorgängerbaus mit ein, da Baumaterialien und Geldmittel im besiegten Dänemark knapp waren. Statt eines Wiederaufbaus wurde ein ganz neues Gotteshaus im griechisch-römisch inspirierten „modernen Stil“ erbaut. 1817 legte König Friedrich VI. den Grundstein, und zu Pfingsten 1829 wurde der Bau seiner Bestimmung übergeben.
Wie für den dänischen Staat überhaupt folgte auch für das kirchliche Leben vor Ort ein „Goldenes Zeitalter“. Hier predigte Bischof Jacob Peter Mynster, hier wirkten Christoph Ernst Friedrich Weyse, Emil Hartmann und Niels Wilhelm Gade als Organisten.
In der bedeutenden Stadtkirche wurden die Begräbnisfeiern einiger berühmter Dänen begangen, darunter Bertel Thorvaldsen (1844), Hans Christian Andersen (1875) und Søren Kierkegaard (1855). Letztgenannter war auch zu seinen Lebzeiten ein häufiger Besucher der Eucharistiefeiern in der Frauenkirche gewesen.
Als 1924 die Diözese Seeland geteilt wurde, erhielt die Kirche den Status einer Bischofskirche.

### Neueste Geschichte
1977/78 wurde die Frauenkirche von Grund auf renoviert und durch die Entfernung von An- und Umbauten der ersten 150 Jahre in ihrer ursprünglichen Schlichtheit wiederhergestellt. 1995 erhielt sie eine neue Haupt- und 2002 eine Chororgel.
Die Kathedrale dient weiterhin als Schauplatz besonderer Zeremonien. Dazu gehören auch die kirchlichen Feiern des Königshauses. Am 14. Mai 2004 heirateten hier Kronprinz Frederik und Mary Elizabeth Donaldson. In der meisten Zeit dient das Haus jedoch weiterhin dem kirchlichen Alltag in Form von Gottesdiensten. Die Morgenandacht wird täglich von Danmarks Radio im Rundfunk und im Internet übertragen (siehe Weblinks).

## Das Kirchengebäude: Hansens Sakralbau
Das heutige Gebäude gilt zusammen mit anderen Gebäuden des Architekten als hervorragendes Beispiel des „Goldenen Zeitalters“ des dänischen Klassizismus. Charakteristisch sind die eindrucksvollen Säulen und die strenge Schlichtheit der Komposition. Es weist eine Länge von 83 m und eine Breite von 33 m auf.
Der Turm erreicht 60 m, er trägt ein flaches Dach. Die große Sturmglocke (Stormklokken) wiegt 4 Tonnen und ist damit die größte des ganzen Landes. Die kleinste der vier Glocken des Turms ist die älteste der Kirche; sie stammt von 1490.
Unter dem Turm überspannt ein Portikus mit sechs dorischen Säulen den Haupteingang. Der Dreiecksgiebel zeigt Johannes den Täufer, den Menschen predigend.
Das Hauptschiff misst in der Länge 60 m und ist 25 m hoch. Links und rechts davon führen Gänge in den Seitenschiffen an der Außenmauer entlang, von denen die Bänke seitlich des Hauptschiffes zu erreichen sind. Über diesen befinden sich Emporen mit weiteren Kirchenbänken. Insgesamt bietet die Kirche Raum für mehr als 1.100 Personen.
Die Kirche ist vergleichsweise sparsam mit Bildnissen ausgestattet. Bedeutend sind die überlebensgroßen Marmorstatuen der zwölf Apostel entlang der Wände des Hauptschiffs sowie die Christusfigur in der Apsis. Sie wurden von Bertel Thorvaldsen geschaffen, der zu dieser Skulptur von Peter von Cornelius Gemälde Die klugen und die törichten Jungfrauen angeregt wurde. Eine Bronzekopie der Statue steht vor der Friedenskirche Potsdam. Eine aus Zink gegossene Kopie von Thorvaldsens Taufengel aus der Frauenkirche steht in der Gütersloher Martin-Luther-Kirche. Bertel Thorvaldsens Büste aus der Hand Herman Wilhelm Bissens befindet sich in einem Seitenschiff.
Der Segnende Christus, ikonographisch seinerzeit eine Neuheit, war im 19. Jahrhundert eine der meistkopierten Statuen in Europa und ist besonders beliebt auf Friedhöfen.
In den Seitenschiffen hängen außerdem Porträts verschiedener Geistlicher, die an der Kirche gewirkt haben.

## Orgeln

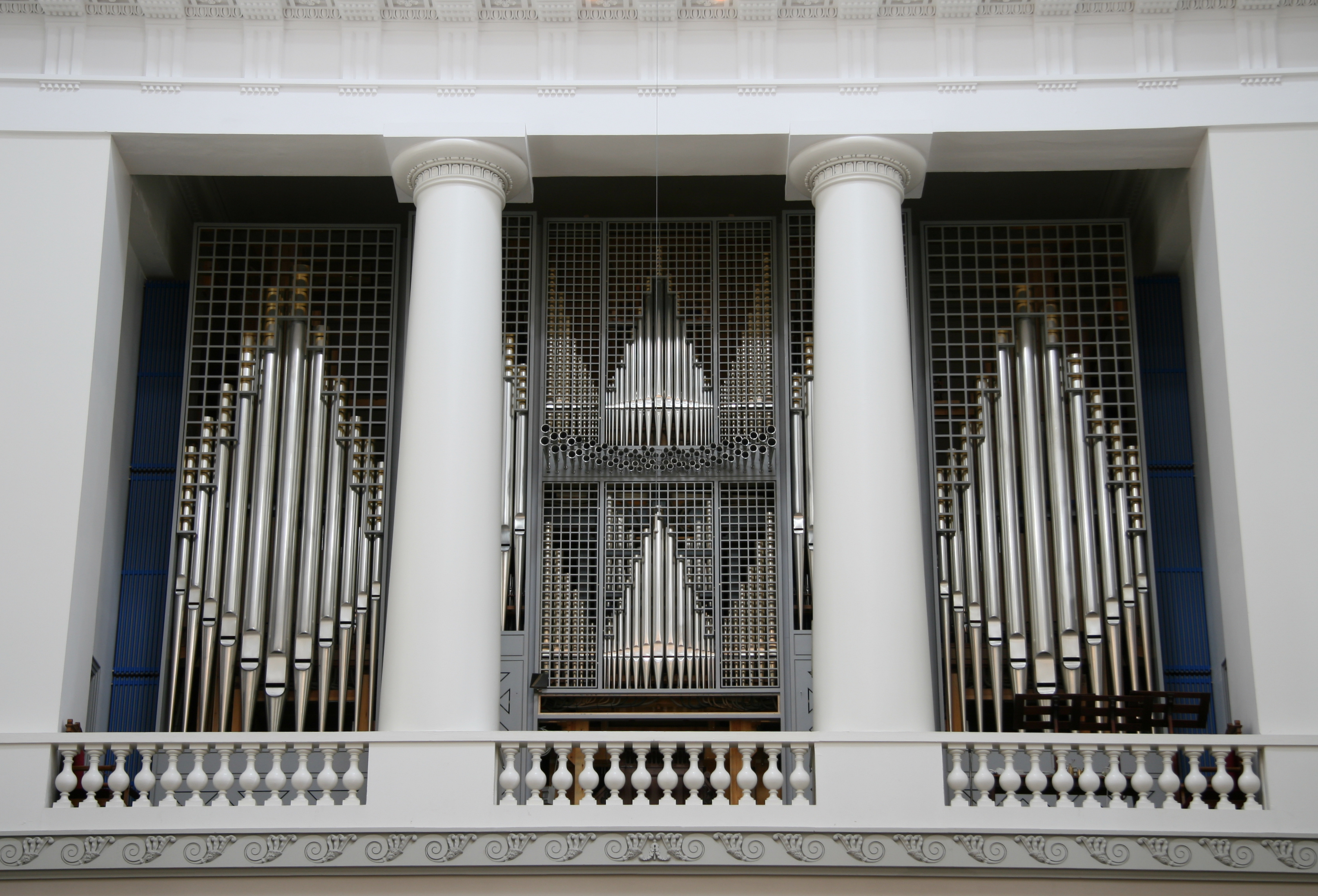
Prospekt der Hauptorgel von Marcussen (1995)

Die erste Orgel der neuerbauten Frauenkirche wurde 1819–1828 vom dänischen Orgelbauer Hans Friderich Oppenhagen errichtet. Vor der offiziellen Einweihung der Kirche 1829 hätte er vertragsgemäß noch eine Generalstimmung der neuen Orgel durchführen sollen, doch hatte er Kopenhagen inzwischen verlassen, so dass diese Aufgabe der Orgelbaufirma Marcussen & Reuter aus Åbenrå übertragen wurde. Dabei stellte sich heraus, dass Oppenhagens Orgelneubau dermaßen mängelbehaftet war, dass das Unternehmen Marcussen & Reuter ihn bald darauf zwei Jahre lang, von 1834 bis 1836, überarbeiten und ausbessern musste. Der erste Organist an der neuen Frauenkirchen-Orgel war Christoph Ernst Friedrich Weyse. Der Komponist Franz Liszt, der sich 1841 für eine Reihe von Konzerten in Kopenhagen aufhielt, berichtet, dass er von Weyses Orgel-Improvisationen zu Tränen gerührt wurde. Kurz nach 1900 wurde die Oppenhagen-Orgel von 53 auf 60 Register erweitert und ihr Winddruck erhöht, um ihr, dem spätromantischen Zeitgeschmack entsprechend, mehr orchestrale Klangfülle zu geben. 1924 wurde der Komponist Niels Otto Raasted Organist der Frauenkirche, seit seiner Leipziger Studienzeit ein Anhänger der Orgelbewegung; er ließ die Frauenkirchen-Orgel 1929–1931 zu einer „Kompromissorgel“ mit 84 Registern umbauen, auf der man auch Barockmusik darstellen konnte. Der Winddruck wurde wieder herabgesetzt. 1959 wurde Mogens Wöldike Organist der Frauenkirche, einer der einflussreichsten Anhänger der Orgelbewegung in Dänemark. Da sich die Instandhaltung der mehrfach umgebauten Frauenkirchen-Orgel als immer schwieriger erwies, ließ er 1965 eine neue, neobarocke Orgel durch das Orgelbauunternehmen Th. Frobenius & Sønner errichten. Doch auch dieser Orgel war keine lange Lebenszeit beschieden.
1995 erhielt die Frauenkirche eine neue Orgel von Marcussen & Søn. Die Anforderungen an die einzelnen Werke wurden folgendermaßen definiert: Ein breit klingendes Hauptwerk, ein weicher klingendes Positiv, ein nuancenreiches Schwellwerk, ein exponiertes Solowerk, ein abgedämpftes Echowerk und ein fundamentales Pedalwerk. Die Disposition wurde vom Organisten Niels Henrik Nielsen zusammen mit dem Orgelkonsulenten Per Kynne-Frandsen (Frederiksborg Slotskirke) aufgestellt. 2001/2007 wurde die Orgel von Carsten Lund umgebaut und nachintoniert. Die Disposition lautet heute (V/87):
| I Hovedværk C–a3   |       |
| Principal          | 16′   |
| Violon             | 16′   |
| Octav              | 8′    |
| Gamba              | 8′    |
| Fløjte             | 8′    |
| Gedakt             | 8′    |
| Octav              | 4′    |
| Salicet            | 4′    |
| Fløjte             | 4′    |
| Quint              | 2 ⁄3′ |
| Octav              | 2′    |
| Cornet V           |       |
| Rauschquint II-III |       |
| Mixtur IV          |       |
| Cymbel III-IV      |       |
| Trompet            | 8′    |
| Vox humana         | 8′    |

| II Positiv C–a3 |        |
| Quintatøn       | 16′    |
| Principal       | 8′     |
| Salicional      | 8′     |
| Unda maris      | 8’     |
| Gedakt          | 8′     |
| Octav           | 4′     |
| Rørfløjte       | 4′     |
| Nasat           | 2 ⁄3′  |
| Gemshorn        | 2′     |
| Terts           | 1 3⁄5′ |
| Quint           | 1 ⁄3′  |
| Mixtur IV       |        |
| Piccolo         | 1′     |
| Engelskhorn     | 16′    |
| Trompet         | 8′     |
| Cromorne        | 8’     |
| Chamade I       | 8′     |
| Chamade II      | 8′     |
| Tremulant       |        |

| III Svelleværk C–a3 |       |
| Bordun              | 16′   |
| Principal           | 8′    |
| Gamba               | 8′    |
| Vox celeste         | 8′    |
| Flûte harm.         | 8′    |
| Rørfløjte           | 8′    |
| Octav               | 4′    |
| Flûte octav.        | 4′    |
| Quint               | 2 ⁄3′ |
| Piccolo             | 2′    |
| Cornet V            |       |
| Rauschquint III     |       |
| Mixtur II           |       |
| Bombarde            | 16′   |
| Trompette harm.     | 8′    |
| Obo                 | 8′    |
| Clairon             | 4′    |
| Tremulant           |       |

| IV Soloværk C–a3 |        |
| Bordun           | 16′    |
| Tibia            | 8′     |
| Quint            | 5 1⁄3′ |
| Fløjte           | 4′     |
| Terts            | 3 1⁄5′ |
| Cornet V         |        |
| Bombarde         | 16′    |
| Trompet I        | 8’     |
| Trompet II       | 8′     |
| Clairon          | 4′     |

| V Ekkoværk C–a3 |    |
| Viola           | 8' |
| Aeoline         | 8' |
| Fl. travers     | 8' |
| Bordun          | 8' |
| Fugara          | 4' |
| Blokfløjte      | 4' |
| Fløjte          | 2' |
| Cornet III      |    |
| Clarinet        | 8' |
| Vox humana      | 8’ |
| Tremulant       |    |

| Pedal C–g1 |         |
| Bordun     | 32′     |
| Principal  | 16′     |
| Fløjtebas  | 16′     |
| Subbas     | 16′     |
| Quint      | 10 2⁄3′ |
| Octav      | 8′      |
| Fløjte     | 8′      |
| Gedakt     | 8′      |
| Quint      | 5 1⁄3′  |
| Octav      | 4′      |
| Mixtur IV  |         |
| Tuba       | 32′     |
| Bombarde   | 16′     |
| Fagot      | 16′     |
| Trompet    | 8′      |
| Trompet    | 4′      |
| Klokkespil |         |

- Koppeln: II/I, III/I, IV/I, V/I, III/I, sub II/III, IV/II, V/II, sub III/II, III + IV, V/III, V/IV–8′, I/P, II/P, III/P, IV/P, V/P
- Spielhilfen: 4 × 500 Kombinationen
- Traktur: elektrisch, Schleifladen

Carsten Lund baute 2002 eine Chororgel, die in zwei Öffnungen im Mauerwerk in der Nord- bzw. Südseite des Chores eingebaut ist und daher keinen sichtbaren Prospekt hat. Sie dient insbesondere zur Begleitung von Konzerten und kleineren Andachten. Die Chororgel hat einen beweglichen Spieltisch. Ihre elektrische Traktur erlaubt es, dass auch Teile der Hauptorgel zugekoppelt werden können. Die Disposition lautet (II/26):
| I Hovedværk C–a3 |        |
| Principal        | 8′     |
| Rørfløjte        | 8′     |
| Octav            | 4′     |
| Gedakt           | 4′     |
| Nasat            | 2 ⁄3′  |
| Fløjte           | 2′     |
| Terts            | 1 3⁄5′ |
| Mixtur IV        |        |
| Cromorne         | 8′     |
| Tremolo          |        |

| II Svelleværk C–a3 |     |
| Bordun             | 16′ |
| Spidsfløjte        | 8′  |
| Vox Celeste        | 8′  |
| Gedakt             | 8′  |
| Principal          | 4′  |
| Tværfløjte         | 4′  |
| Gemshorn           | 2′  |
| Mixtur IV          |     |
| Trompet            | 8′  |
| Dulcian            | 8′  |
| Tremolo            |     |

| Pedal C–g1    |     |                            |
| Untersatz     | 32′ |                            |
| Subbas        | 16′ |                            |
| Principalbass | 8′  |                            |
| Gedaktbas     | 8′  | (C-f aus Subbas 16′)       |
| Octavbass     | 4′  | (C-f aus Principalbass 8′) |
| Basun         | 16′ |                            |
| Trompetbas    | 8′  | (C-f aus Basun 16′)        |

- Koppeln: II/I, sub II/I, super II/I, sub I/I, super I/I, sub II/II, super II/II, I/P, super I/P, II/P, super II/P
- Spielhilfen: 4 × 2000 Kombinationen
- Traktur: elektrisch, Schleifladen

## Belege